# 발루치스탄저빌
발루치스탄저빌(Gerbillus nanus)은 황무지쥐아과에 속하는 설치류의 일종이다. 모로코부터 북아프리카를 걸쳐 아라비아 반도와 중동, 서아시아에 주로 분포한다. 널리 분포하는 흔한 종으로 직면하고 있는 명백한 위협이 없기 때문에 국제 자연 보전 연맹(IUCN)이 보전 등급을 “관심대상종”으로 분류하고 있다.

## 특징
발루치스탄저빌은 중간 크기의 가는 종으로 바그너저빌(Dipodillus dasyurus)을 약간 닮았다. 꼬리를 제외한 몸길이는 140~235mm이고, 꼬리 길이는 80~145mm이다. 몸 윗부분은 회색조와 함께 누르스름한 갈색을 띤다. 이는 피부 쪽 털 각각이 회색을 띠기 때문이다. 옆구리 부분은 회색을 덜 띤다. 배 쪽과 다리 안 쪽이 희기 때문에 상체와 하체 사이의 경계 부분이 날카롭게 구분된다. 눈 위와 귀 뒷 쪽에 각각 흰 반점이 나 있으며, 엉덩이에도 흰 반점이 크게 나 있다. 꼬리 윗부분의 바닥 쪽은 누르스름한 갈색이고 끝 쪽으로 갈수록 회색을 띤다. 꼬리 아랫면은 희고, 꼬리 끝 부분은 더 긴 털이 나 있으며 색은 다양하지만 보통 회색이다.

## 분포 및 서식지
발루치스탄저빌은 북아프리카 전역과 아라비아 반도, 서아시아에 이르는 아주 넓은 분포 지역을 갖고 있다. 분포 범위는 모로코와 알제리, 튀니지, 사헬 지역부터 사막 남쪽으로 모리타니아부터 말리와 니제르, 차드까지 아프리카 북서부 지역을 포함하고 있다. 아라비아 반도와 중동, 아프가니스탄, 파키스탄, 인도 북서부 지역에도 별도의 개체군이 존재한다. 일반적인 서식지는 사막과 준사막 지대로 와디와 오아시스, 모래 진흙 분지, 흙이 비교적 깊은 평원과 같은 좀더 많은 식물이 서식하는 장소를 대부분 차지한다.